# Marocco ai XXIII Giochi olimpici invernali
Il Marocco ha partecipato ai XXIII Giochi olimpici invernali, che si sono svolti dal 9 al 28 febbraio 2018 a PyeongChang in Corea del Sud, con una delegazione composta da 2 atleti.

## Sci alpino
Il Marocco ha schierato nello sci alpino Adam Lamhamedi.
| Atleta         | Evento          | Run 1   | Run 1  | Run 2   | Run 2  | Totale  | Totale |
| Atleta         | Evento          | Tempo   | Posiz. | Tempo   | Posiz. | Tempo   | Posiz. |
| -------------- | --------------- | ------- | ------ | ------- | ------ | ------- | ------ |
| Adam Lamhamedi | Slalom gigante  | 1:18.50 | 61     | 1:17.54 | 54     | 2:36.04 | 53     |
| Adam Lamhamedi | Slalom speciale | DNF     | DNF    | DNF     | DNF    | DNF     | DNF    |

## Sci di fondo
Il Marocco ha schierato nello sci di fondo Samir Azzimani nella 15 km, che ha concluso la gara centoundicesimo.